# Cabana del Moro (Senterada)
La Cabana del Moro és un dolmen del terme municipal de Senterada, (Pallars Jussà), declarat Bé cultural d'interès local.

## Situació
Està situat a 1.260 metres d'altitud en el sector oriental del terme, al límit amb el terme de la Pobla de Segur, al vessant nord-occidental del Serrat de Moró. Al costat de la pista que baixa per la carena davant del Roc de Sant Aventí, un ramal de la pista que porta a Montsor.

## Descripció
Aquest sepulcre megalític va ser utilitzat anteriorment com a refugi. De cambra simple, pertany a l'estil de les "cambres pirenaiques", caracteritzades per ser sepulcres megalítics tancats pels seus quatre laterals i construïdes al mig de túmuls. En un d'aquests laterals, s'hi presenta una llosa d'entrada que no tindria l'alçada suficient per tanca la cambra, lloc per on es realitzarien les inhumacions.
El dolmen, format per dues grans lloses de conglomerat, es troba parcialment caigut.  La llosa de la coberta fa una mida aproximada de 2,35 m de llarg, una amplada d'1,40 a 1,70 metres i un gruix d'entre 50 i 60 cm.  La llosa oest presenta unes mides aproximades d'uns 2 m de llarg, 1, 23 m d'ample i un gruix d'uns 30 cm. Entre aquestes dues lloses s'hi documenta un espai d'uns 50 cm que es troba cobert per una filada de petites lloses, generant una segona coberta.  Per sota de la llosa de la coberta, a l'angle nord-est s'identifica una llosa plana de gran mida que podria haver format part originàriament del tancament est.  La cambra, de planta quadrangular, presenta unes dimensions d'uns 2 m de fons i una alçada d'1 m sota la pseudo-coberta i al costat de la llosa oest.